# 瀬戸口修 (テレビ朝日)
瀬戸口 修（せとぐち おさむ）は、テレビ朝日プロデューサー。くりぃむナントカの制作に携わった。
自身が担当していた番組くりぃむナントカでは、直々出演をしていた。例えば、N-1（ナントカ-ワン）グランプリでは、本家M-1グランプリの表彰式で出てくるオートバックスの社長をまねたプレゼンター役で登場したり、長渕剛ファン王決定戦では、セト渕で登場していた。

## 担当番組

### ディレクター
- 歌謡ドッキリ大放送
- ミュージックステーション
- さんまのナンでもダービー
- 所様はタコ

### プロデューサー
- 雛かっぱー
- くりぃむナントカ
- 虎の門
- シルシルミシル
- テキトーTV
- 上田ちゃんネル（CSテレ朝チャンネル）
- ジャガイモン（CSテレ朝チャンネル）